# هنريك غرازيوفسكي
هنريك غرازيوفسكي (بالبولندية: Henryk Grzybowski)‏ هو لاعب كرة قدم بولندي في مركز الدفاع، ولد في 17 يوليو 1934 في وارسو في بولندا، وتوفي بنفس المكان في 17 نوفمبر 2012. شارك مع منتخب بولندا لكرة القدم. أما مع النوادي، فقد لعب مع ليغيا وارسو.

## وصلات خارجية
- هنريك غرازيوفسكي على موقع قاعدة بيانات كرة القدم.إي يو (الإنجليزية)
- هنريك غرازيوفسكي على موقع ناشيونال فوتبول تيمز (الإنجليزية)
- هنريك غرازيوفسكي على موقع عالم كرة القدم.نت (الإنجليزية)
- هنريك غرازيوفسكي على موقع أوليمبيديا (الإنجليزية)
- هنريك غرازيوفسكي على موقع اللجنة الأولمبية البولندية (مؤرشف) (البولندية)